# Старая синагога (Кентербери)

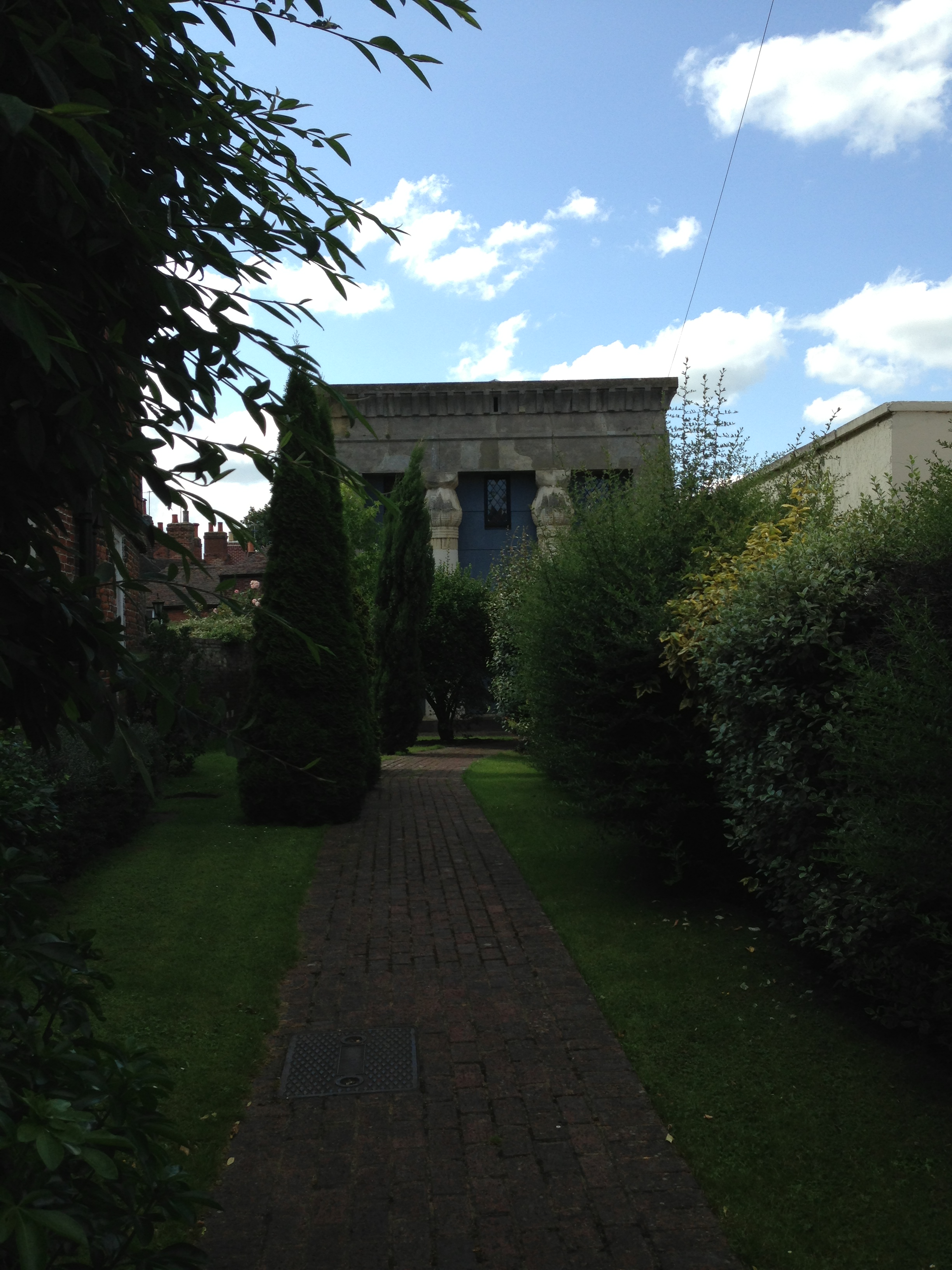
Старая синагога, вид с улицы

Старая синагога в Кентербери считается одним из лучших памятников египтизирующего архитектурного стиля в своём роде. Самые ранние свидетельства о существовании еврейской общины в Кентербери датируется 1160 годом. Известно, что эта община процветала и торговала кукурузой (зерном) и шерстью, а также занималась банковским делом. Несмотря на погромы в 1261 и 1264 годах, иудейское сообщество процветало до королевского указа о высылке, изданного Эдуардом I в 1290 году. Присутствие евреев отмечено в названии улицы: Джюври-лейн или Еврейский переулок.
Известно, что современная еврейская община существовала в Кентербери уже в 1720 году. Нынешнее здание синагоги было спроектировано архитектором из Кентербери, христианским джентльменом по имени Иезекия Маршалл, и построено в 1846—1848 годах для замены здания, возведенного в 1763 году и впоследствии снесенного для строительства новой железной дороги Юго-Восточной железнодорожной компании. Первый камень в основание синагоги был заложен сэром Мозесом Монтефиоре в сентябре 1847 года. Здание выполнено из портландцемента, который по виду похож на гранит. Здесь стоит центральная бима, колонны которой украшены капителями из листьев лотоса, и женский балкон, поддерживаемый обелисками в египетском стиле. Микве синагоги описывают как «миниатюрный храм с кирпичной отделкой, установленный в саду за синагогой». Это единственный известный микве в египтизирующем стиле. Известно, что в средневековые времена здесь располагался приют рыцарей-тамплиеров.
Старая синагога в настоящее время служит лишь только время от времени в качестве места для богослужений, проводимых Еврейским обществом при университете Кента. Первое шаббатское служение с миньяном и чтением Торы состоялось в 2011 году.